# Robert Zotoumbat
Robert Zotoumbat (né le 19 septembre 1944 à Mékambo au Gabon, mort le 22 avril 2017 à Libreville) est un écrivain gabonais, considéré tantôt comme le premier romancier gabonais, tantôt comme le précurseur du roman gabonais.

## Biographie
Robert Zotoumbat naît le 19 septembre 1944 à Mékambo, au Gabon. À l'issue de ses études, il devient professeur d'anglais. Il exerce ensuite des fonctions administratives au sein de l'enseignement privé protestant en tant que directeur du second degré. En 1971, il publie Histoire d'un enfant trouvé. Ce récit autobiographique de 58 pages relate l'histoire de Ngoye, un enfant rendu orphelin par la famine en 1905. Devenu un moana-wa-za, un "enfant de la famine", il est adopté par un riche commerçant, Mboula, mais maltraité par la femme de ce dernier, qui se conduit envers lui comme une marâtre. Ngoye part en quête d'informations sur ses origines. Histoire d'un enfant trouvé est régulièrement considéré comme le premier roman gabonais par certains spécialistes de l'histoire littéraire africaine et par les médias,,. Robert Zotoumbat meurt en 2017,. Jean-Léonard Nguéma Ondo, dans un article sur l'histoire du roman gabonais, le considère comme « le précurseur du roman gabonais et de ses successeurs de la génération des années 80 ».

## Œuvre
Le genre littéraire auquel appartient Histoire d'un enfant trouvé fait l'objet de discussions, plusieurs spécialistes lui contestant le statut de roman. Ludovic Emane Obiang note que le texte hésite entre le genre de la nouvelle et du conte, mais considère que, malgré ses faiblesses, c'est le premier texte gabonais qui se rapproche du roman. Nguéma Ondo considère que le texte emploie davantage des procédés relevant du genre du conte.

## Œuvres
- 1971 : Histoire d'un enfant trouvé. Yaoundé, Éditions CLE, réédition à Libreville (Gabon), Maison gabonaise du livre, 2007.